# Los Narros
Los Narros es un pequeño anejo de Solana de Ávila, provincia de Ávila, Castilla y León, España. Está situado a 1119 metros sobre el nivel del mar. Su población es de 17 habitantes (INE 2015), de los cuales 9 son varones y 8 mujeres.
En verano la población volante asciende a un total de 100 personas procedentes de Madrid, Ávila, Asturias, Albacete, Vizcaya, Álava, Sevilla, Valencia, Toledo, Almería, Zaragoza y Nueva York.
La festividad principal es la de Santiago Apóstol, celebrándose el primer sábado de agosto. La fiesta dura tres días (viernes, sábado y domingo) y en cada uno de ellos se lleva a cabo una tradición distinta. 
Los viernes se celebra una barbacoa al anochecer en la plaza de la Alberquilla. El sábado (día grande de la fiesta) comienza la mañana con una dulzaina típica castellana recorriendo el pueblo para congregar a la gente en la plaza y acudir todos juntos a la capilla. Allí se celebra una misa en honor de Santiago Apóstol (patrón del pueblo) y, posteriormente, se pasea la imagen del Santo a hombros de los mozos por todo el pueblo. Finalmente, antes de devolver la imagen a la capilla, se celebra la llamada "subasta de palos" y, posteriormente, tiene lugar un baile en la plaza del pueblo mientras se invita a todos los vecinos a "dulces y ponche". El sábado por la tarde se celebran juegos populares, talleres infantiles y actuaciones de magia. Por último, al caer la noche, tiene lugar el concierto tradicional hasta altas horas de la madrugada. El domingo se desarrolla un concurso de tortillas de patata y torneos de cartas. Para acabar la fiesta, el domingo por la tarde-noche se lleva a cabo una chocolatada que concluye la festividad.
La producción agrícola tradicional incluía patatas, judías, manzanas, peras, guindas, castañas y hortalizas en verano. Asimismo, aún dispone de una cierta cabaña vacuna y ovina.
La tradición señala que en Semana Santa se lleva a cabo la limpieza de la Regadera del Río por parte de los vecinos del pueblo. Del mismo modo a principios de agosto se procede al “aclarón” para mantener operativa y funcional la citada canalización.
| Gráfica de evolución demográfica de Los Narros entre 2000 y 2023                         |
|                                                                                          |
| Fuente: Instituto Nacional de Estadística de España - Elaboración gráfica por Wikipedia. |

- Datos: Q16466505